# 帕克鎮區 (明尼蘇達州派恩縣)
帕克鎮區（英語：Park Township）是位於美國明尼蘇達州派恩縣的一個行政鎮區。

## 地方資料
帕克鎮區的面積為95.16平方千米，當中陸地面積為94.64平方千米，而水域面積為0.52平方千米。根據2020年美國人口普查的數據，當地共有人口20人，而人口密度為每平方千米0.21人。